# 음실로

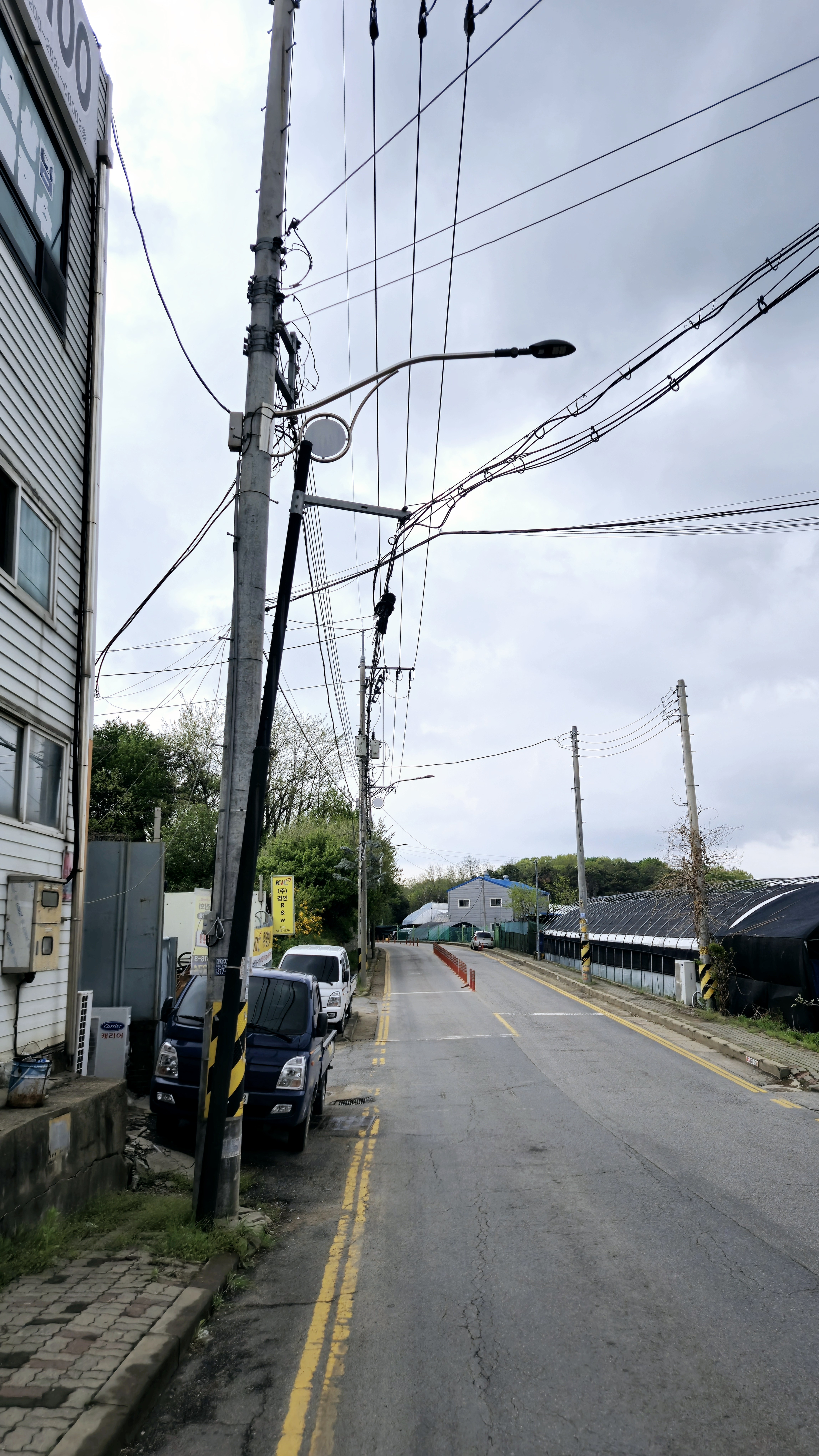
음실로(수인로에서 분기하는 위치)

음실로는 인천광역시 남동구 운연동에 있는 도로이다. 1.18km(1,186m)의 길이를 가진 도로이며, 운연동 30-2를 기점으로 운연동 435-6을 종점으로 한다. 
도로명에 명시된 음실(音室)의 의미는 "소리가 나는 집" 또는 과거 운실리(雲室里)에서 파생되어 만들어져왔다는 이야기가 있다. 연회에 즐겁고 행복한 소리가 나는 마을이라고 해석해 볼 수 있다. 과거 운연동과 장수서창동 일대가 농사지역으로 바쁘게 농업을 하던 마을임에 수확에 기쁨에 즐거움을 나누는 마을로 좀 더 해석해볼 수 있다.
현재는 농업도 있지만, 중소기업 업체, 물류, 택배, 자동차공업소, 유통 등 다양한 중소기업들이 생장하는 보금자리 역할을 하고 있기도 하다.

## 개요
음실로는 과거 운연동의 음실이라는 어원에서 따온 명칭을 2009년 11월 16일에 고시 및 효력이 발생하여 명명 되었다. 음실로는 수인로의 곁가지길처럼 느껴질 수 있으나 음실로가 있던 위치를 가로질러 수인로가 크게 개발이 되었다 볼 수 있다. 음실서로와 운연로의 중간 역할을 하는 도로로 볼 수 있다.
서쪽으로는 음실서로와 운연천로를 통해 매소홀로로 나갈 수 있고 인천지하철 노선인 운연역이 존재한다. 남쪽으로는 제2경인고속도로의 한국도로공사의 남인천영업소가 있다. 제2경인고속도로를 기준으로 가지번호 도로인 음실로117번길 운연교로 빠져나가야 한다.
운연천을 기준으로 운연동 전체가 개발이 되지 않은 택지가 많은편이라 길이 과거처럼 구부정하게 만들어져 있지만 모두 포장된 도로로 구성되어 있다.
운연로와 더불어 인천광역시 남동구에서 가장 우측에 있고 경기도 시흥시의 신천동과 맞닿는 행정구역에 속한 도로라 볼 수 있다.

## 주요건물
- 운연동경로당
- 제일제당설타다시비트대리점
- 대영엔지니어링
- KCC글라스현대복층유리
- 대호산업
- 뉴에이스
- 국제유통
- 베스트메탈
- 연준유리
- 대명산업
- 서울콘크리트
- 삼진테크
- 디자인데코
- 원흥상사
- 한국트롤리
- 두일산업
- 한성산업
- 봉인천막산업
- Give렌터카

## 연결도로
- 운연로
- 운연천로
- 음실서로
- 수인로
- 용부리안길
- 용부리길
- 신흥마을5길

## 사진

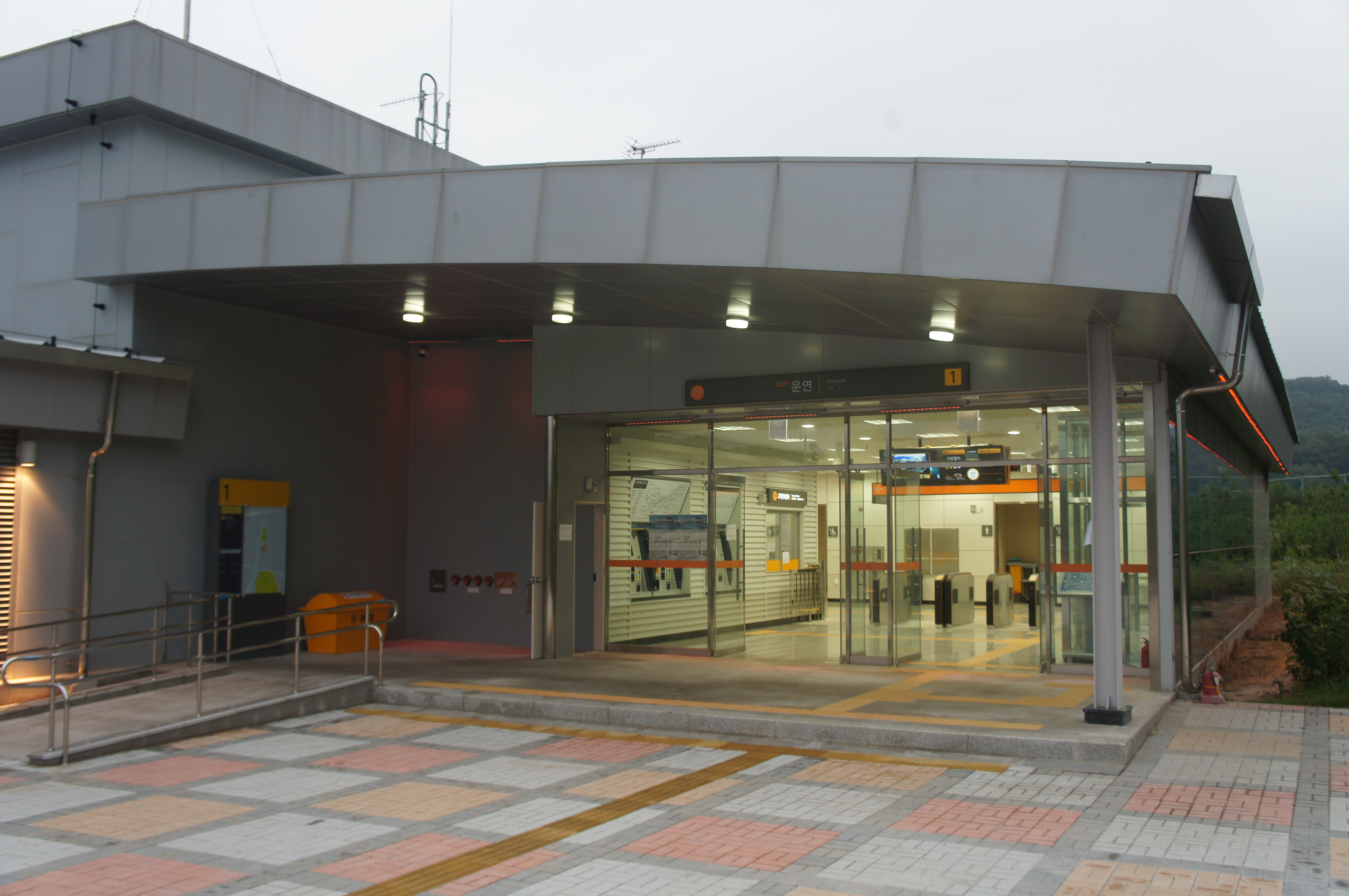
운연역
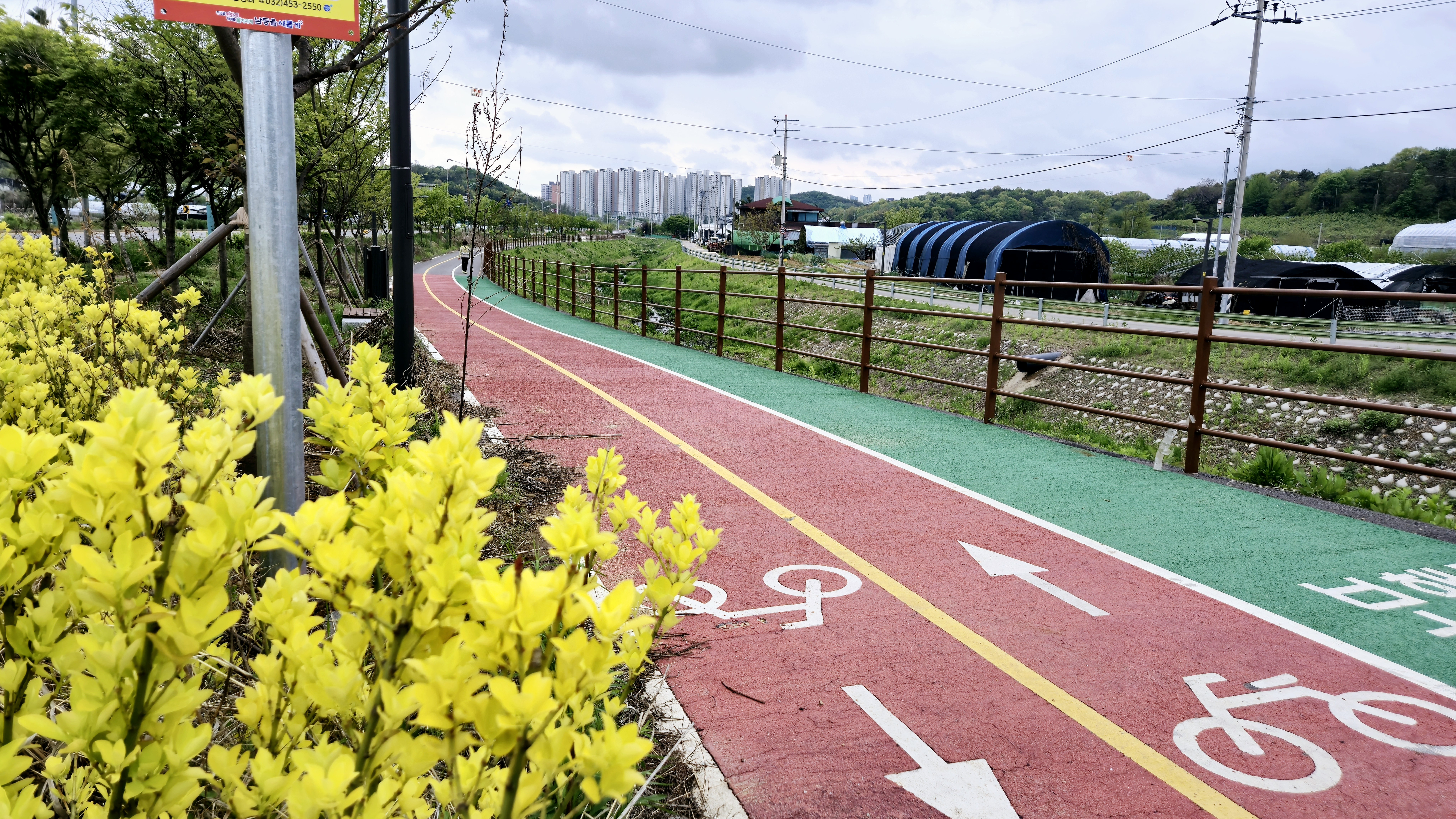
운연천

## 같이 보기
- 운연천
- 제2경인고속도로
- 운연역